# Qalam
Pour les articles homonymes, voir Qalam (homonymie).

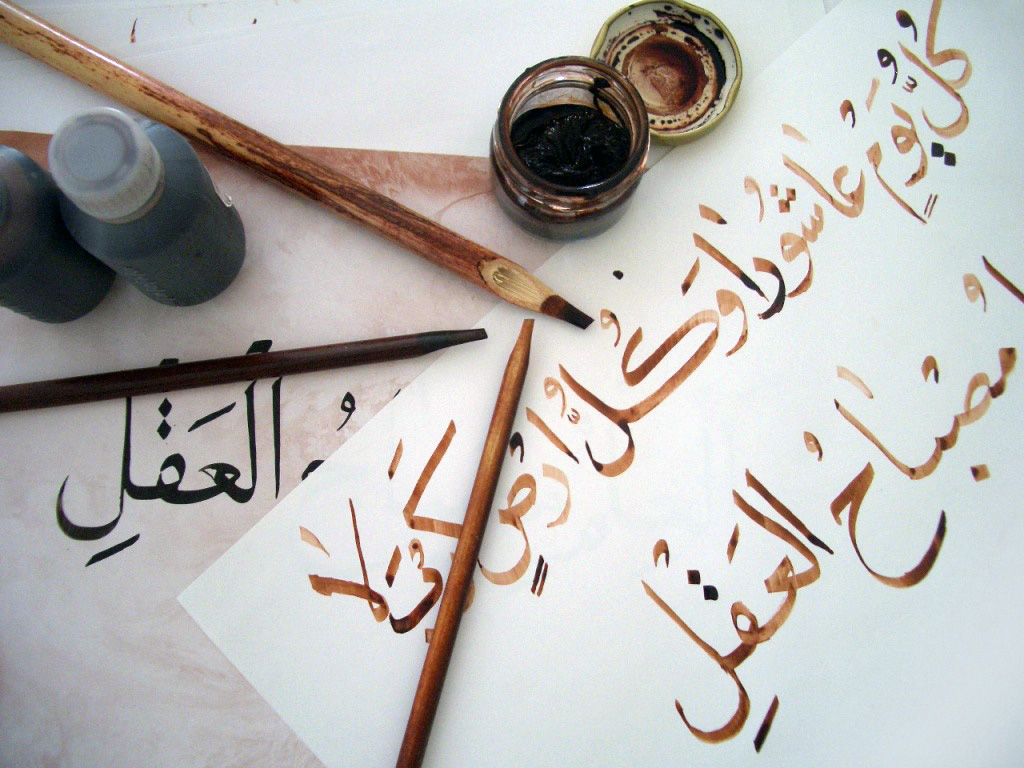
Qalams avec encriers.

Un qalam (en arabe : قلم) est un type de stylo en roseau, aussi appelé calame. Il est fabriqué à partir d'un roseau coupé et séché et est utilisé pour la calligraphie islamique. Le stylo est considéré comme un symbole important de la sagesse dans l'islam et fait référence à l'importance accordée à la connaissance et à l'éducation dans la tradition islamique.

## Étymologie
Le mot qalam est un mot arabe dérivé de la racine Q-L-M, qui signifie stylo à clous ou blé. Il ne doit pas être confondu avec le mot grec kalamos,.

## Fabrication

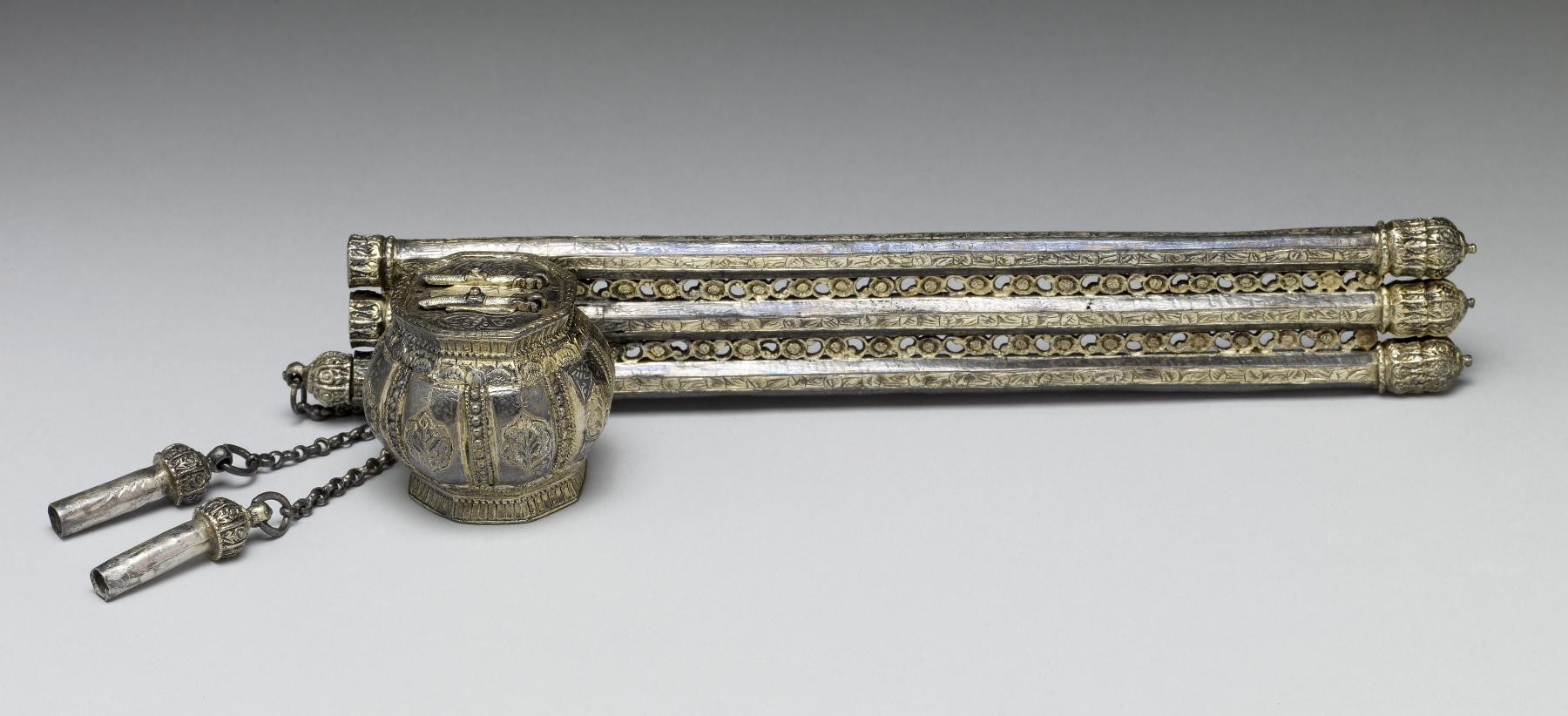
Un plumier et un encrier turcs qui auraient été utilisés par les calligraphes.

Les tiges des roseaux creux sont coupées à des angles spécifiques en fonction de l'écriture prévue afin de pouvoir être utilisées pour la calligraphie, et le type de roseau utilisé varie en fonction des préférences du calligraphe. Par exemple, le maître calligraphe Jafar Tabrizi (en) préférait les roseaux wāṣeṭi et āmuyi de l'est de l'Irak et du fleuve Oxus, respectivement. Il était souhaité que les qalam aient une longueur d'environ 30 à 40 cm et qu'ils ne soient pas trop secs, car ils ne devaient être ni trop robustes ni trop flexibles.

## Dans la tradition islamique
Les concepts de connaissance et d'écriture sont très importants dans l'Islam, et le qalam est ainsi vénéré comme symbole de sagesse et d'éducation dans le Coran ; la sourate 68 est appelée Al-Qalam. Même dans les sociétés préislamiques, l'écriture était largement utilisée à des fins commerciales et parfois législatives. La population musulmane croit généralement que le non-respect de la calligraphie en tant que tradition révèle une personne sans éducation et sans sagesse. Dans l'islam, la présence physique des lettres écrites du Coran fonctionnait comme les icônes pour les Byzantins, comme une bénédiction et une protection. C'est pourquoi les calligraphes islamiques occupaient souvent une place importante dans la société, alors que leurs homologues de régions comme Byzance n'étaient connus que de leur famille et de leurs mécènes.

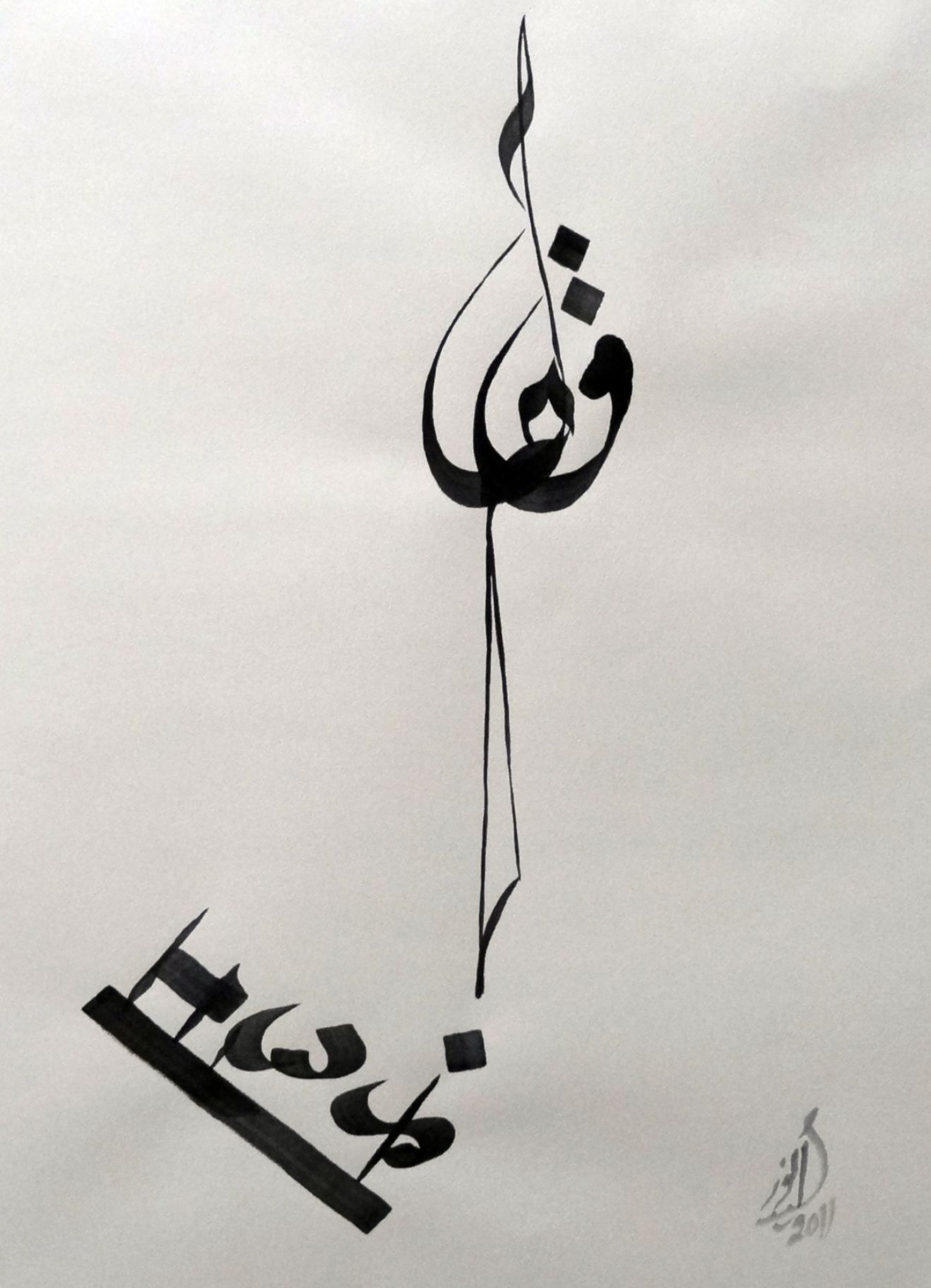
Calligraphie Samrup Rachna effectuée avec un qalam.

La calligraphie occupe une place centrale dans la tradition artistique islamique, et c'est pourquoi il existe une grande variété d'accessoires pour accompagner le qalam et son utilisateur, tels que des plumiers, des encriers et des couteaux pour couper les roseaux. Ces outils étaient souvent des objets très ornementés et précieux, qui reflétaient les innombrables heures de travail d'autres artistes et artisans. L'encre utilisée dans l'Antiquité était le plus souvent noire ou brun foncé, et était fabriquée à partir de gomme arabique, de suie, de noix de galle ou de vitriol. Certains Corans sont toutefois entièrement écrits en or, et les calligraphes contemporains peuvent utiliser une plus grande variété de couleurs. Ibn Muqla, fonctionnaire persan du califat abbasside, a développé un système standardisé d'écriture calligraphique basé sur les marques faites avec la pointe d'une plume de roseau, en combinaison avec d'autres principes géométriques. En ce qui concerne les autres aspects de l'ornementation, les encres métalliques sur parchemin coloré passent de Byzance à l'Espagne musulmane, et la calligraphie arabe revient à son tour en Europe.